# 화명동
화명동(華明洞)은 부산광역시 북구의 법정동이다. 행정동으로 화명1·2·3동으로 나뉜다. 화명 신시가지로 개발된 지역이기도 하며 그 덕분에 동네의 대부분이 주택이나 빌라보다는 아파트나 상업시설 등으로 채워져 있다.

## 유래
삼국 시대 초기에 형성된 고분군 유적이 있는 것으로 보아 고대부터 마을이 존재했던 것으로 추정된다. 화명동이라는 이름은 옛 지명인 '회붉이'(日明)에서 유래된 것으로 추정되는데 '해'가 '화'(華)로, '붉이'가 '명'(明)으로 해석된 것으로 추정된다.

## 주요 시설

### 교육

#### 초등학교
- 화명초등학교
- 화잠초등학교
- 부산대천리초등학교
- 명진초등학교
- 부산명덕초등학교
- 부산와석초등학교
- 부산용수초등학교
- 부산화정초등학교
- 학사초등학교
- 금명초등학교
- 용수초등학교

#### 중학교
- 화명중학교
- 화신중학교
- 명진중학교
- 대천리중학교
- 용수중학교
- 금명중학교

#### 고등학교
- 금명여자고등학교
- 화명고등학교
- 금곡고등학교
- 경혜여자고등학교

### 아파트
| 단지명               | 건설사                    | 시행사                    | 주소                  | 입주        | 비고                            |
| -------------------- | ------------------------- | ------------------------- | --------------------- | ----------- | ------------------------------- |
| 수정강변타운         | 대우건설                  | 대한주택공사              | 북구 학사로17번길 31  | 2001년 8월  | '수정마을 주공'에서 단지명 변경 |
| 화명 그린숲속        | 삼협개발㈜                | 부산도시공사              | 북구 산성로 88        | 1996년 6월  |                                 |
| 도시화명그린(206)    | ㈜정우종합건설            | 부산도시공사              | 북구 양달로 53        | 1996년 6월  |                                 |
| 도시화명그린(295)    | ㈜남도개발 ㈜정우종합건설 | 부산도시공사              | 북구 양달로 69        | 1996년 4월  |                                 |
| 도시화명그린(313)    | 로얄종합건설㈜ 중앙건설   | 부산도시공사              | 북구 양달로 80-18     | 1996년 4월  |                                 |
| 화명 그린힐          | 한부종합건설㈜ 남흥건설㈜ | 부산도시공사              |                       | 2003년 5월  |                                 |
| 대림·쌍용 강변타운   | 쌍용건설 대림산업         | 쌍용건설 대림산업         | 북구 화명신도시로 39  | 2004년 8월  |                                 |
| 화명 코오롱          | 코오롱건설                | 코오롱건설                |                       | 1997년 3월  |                                 |
| 코오롱하늘채 1단지   | 코오롱건설                | 코오롱건설                |                       | 2002년 4월  |                                 |
| 코오롱하늘채 2단지   | 코오롱건설                | 코오롱건설                |                       | 2002년 12월 |                                 |
| 화명 이안            | 대우산업개발              | 대우산업개발              |                       | 2002년 12월 |                                 |
| 삼한힐파크           | 삼한종합건설㈜            | 삼한종합건설㈜            | 북구 화명대로 119     | 2003년 11월 |                                 |
| 화명 벽산강변타운    | 벽산건설                  | ㈜석천건설                | 북구 양달로9번길 21   | 1995년 11월 |                                 |
| 화명현대 1차         | 현대산업개발              | 현대산업개발              | 북구 화명대로 87      | 1999년 9월  |                                 |
| 화명현대 2차         | 현대산업개발              | 현대산업개발              | 북구 화명신도시로 48  | 2001년 10월 |                                 |
| 화명유림             | ㈜유림종합건설            | ㈜대건주택                | 북구 화명대로 110     | 2000년 3월  |                                 |
| 화명 롯데낙천대      | 롯데건설                  | 롯데건설                  | 북구 화명신도시로 156 | 2002년 10월 |                                 |
| 화명 롯데캐슬 멤버스 | 롯데건설                  | ㈜샘터인베스터            | 북구 금곡대로 240     | 2007년 11월 |                                 |
| 화명 롯데캐슬 카이저 | 롯데건설                  | 화명주공아파트 재건축조합 | 북구 금곡대로 166     | 2012년 6월  | 화명주공 재건축                 |

- 대림산업
  - 화명 대림타운 - 1998년 6월 입주
  - e편한세상 화명 힐스 - 2015년 12월 입주
- 동원개발
  - 동원로얄듀크 - 2004년 11월 입주
  - 플리체 비스타 동원 - 2022년 7월 입주
- 화명 경남 - 1998년 12월 입주 / 경남기업
- 대우건설
  - 화명대우 - 2000년 3월 입주
  - 화명 푸르지오 헤리센트 - 2021년 3월 입주